# I vicini di casa (gruppo musicale)
(I vicini di casa, 15 anni)
I vicini di casa sono stati un gruppo musicale improntato su uno stile leggero melodico, attivo negli anni '70.

## Storia
Il gruppo si forma nel 1975 su iniziativa di Augusto Righetti e Gilberto Ziglioli, musicisti attivi entrambi già dagli anni '60 con complessi quali i New Dada e Le Ombre; firmano un contratto con la Dig-It, etichetta discografica di Pippo La Rosa, che li fa debuttare l'anno successivo con il 45 giri 15 anni/Lo spazzolino.
Nel 1976, proprio con il brano 15 anni, vincono la manifestazione Discomare.
La canzone, scritta da Claudio Daiano per il testo e da Enzo Malepasso per la musica, ha un'idea nuova, quella di citare celebri hit del passato (Oh Carol di Neil Sedaka, Diana di Paul Anka e Forever di Joe Damiano) con il pretesto di ricordare, attraverso l'evocazione dei vecchi motivi, l'età (15 anni appunto) dei due protagonisti del testo e il loro trascorso.
Dopo l'apparizione televisiva al programma Adesso musica, condotto da Vanna Brosio e Nino Fuscagni, il disco riesce ad entrare in hit parade, rimanendovi per 21 settimane. Il brano poi viene molto trasmesso anche dalle varie radio libere che stanno nascendo in quel periodo.
Il successo fa sì che il disco sia pubblicato anche all'estero, ottenendo un buon piazzamento in Germania.
L'anno seguente, il brano Scubidubidù scubidubidà ha ancora buoni riscontri ma rimane nelle posizioni più basse della classifica, mentre gli altri dischi pubblicati, vicini al pop melodico allora in voga, non hanno altrettanta fortuna. Il gruppo si scioglie nel 1980, dopo aver inciso ancora una canzone, Amore nascosto, scritta da uno sconosciuto Adelmo Fornaciari (non ancora noto come "Zucchero").
Dei componenti, sia Ziglioli che Righetti continueranno l'attività musicale, il primo come session man, il secondo come fondatore del gruppo I Bravo.

## Formazione
- Marzia Tirelli: voce
- Gilberto Ziglioli: voce, chitarre
- Augusto Righetti: tastiere

## Discografia parziale

### 45 giri
- 1976: 15 anni/Lo spazzolino (Dig-It, DG 1134)
- 1977: Scubidubidubidu scubidubidubida/Un giocattolo (Dig-It, DG 1148)
- 1977: Scuola/L'albero di Jonathan (Dig-It, DG 1169)
- 1978: Flirt/Mama Y Mama E (Dig-It, DG 1172)
- 1980: Amore nascosto/Mare blu (Dig-It, DG 1200)

### Apparizioni
- 1992 Io Cantautore - Rassegna nazionale della canzone d'autore e della poesia (1ᵃ Edizione) (Power Sound, CZCD 90031), con il brano Lassù si canta

## 45 giri pubblicati all'estero
- 1976: 15 anni/Lo spazzolino (Ariola, 17 686 AT; pubblicato in Germania, con copertina diversa dall'edizione italiana)
- 1977: O Mama Y o Mama E/Un giocattolo (Arabella, 11478); pubblicato in Francia, con copertina diversa dall'edizione italiana, lati invertiti e lato A cantato in francese.